# Cristian Javier Simari Birkner
Cristian Javier Simari Birkner (ur. 4 października 1980 w Bariloche) – argentyński narciarz alpejski, wielokrotny uczestnik mistrzostw świata i igrzysk olimpijskich, na których trzykrotnie pełnił rolę chorążego reprezentacji swojego kraju podczas ceremonii otwarcia: w 2002, w 2010 i w 2014 roku.

## Życie prywatne
Jest dzieckiem instruktorów jazdy na nartach Mario Simariego i Teresity Birkner, którzy niegdyś prowadzili szkołę narciarską w rodzinnym Bariloche. Ma trzy młodsze siostry: Maríę Belén, Macarenę i Angelicę, które również są narciarkami alpejskimi. Sam zaczął uprawiać tę dyscyplinę podczas pobytu we Włoszech, dokąd w latach 90. XX wieku wyjechali za pracą jego rodzice. Duży wpływ wywarły wtedy na nim organizowane na miejscu zawody Pucharu Świata, na których podziwiał startujących w nich takich narciarzy jak Marc Girardelli i Alberto Tomba.
Zna trzy języki: hiszpański, włoski i angielski. Ma trzech synów.

## Kariera
Jego pierwszym występem na arenie międzynarodowej były rozegrane 6 sierpnia 1995 roku w Chapelco zawody FIS, na których zajął 6. miejsce w supergigancie. W tym samym roku rozpoczął także starty w Pucharze Ameryki Południowej. W 1996 roku pojawił się w mistrzostwach świata juniorów w Schwyz, na których zajął 24. miejsce w slalomie, 31. w slalomie gigancie, 49. w zjeździe i 52. w supergigancie. Rok później wziął udział zarówno w mistrzostwach świata juniorów w Schladming, jak i w mistrzostwach świata w Sestriere. Na tym pierwszym wydarzeniu zajął 23. miejsce w slalomie gigancie, 43. w supergigancie i 49. w zjeździe, został także zdyskwalifikowany w drugim przejeździe slalomu, a kolei na tym drugim zdyskwalifikowano go w finałowym przejeździe slalomu giganta, ponadto kombinację ukończył na 21. pozycji, slalom na 26. a supergigant na 47..
W 1998 roku zaczął występować w Pucharze Europy, a także wystartował w mistrzostwach świata juniorów w Megève, na których zajął 14. miejsce w slalomie gigancie, 24. w slalomie, 30. w supergigancie i 53. w zjeździe. W tym samym roku, 14 grudnia zadebiutował również w Pucharze Świata, kiedy to na rozgrywanych w Sestriere zawodach sezonu 1998/1999 nie zakwalifikował się do drugiego przejazdu slalomu. W 1999 roku pojawił się na mistrzostwach świata w Vail/Beaver Creek, na których nie ukończył pierwszego przejazdu slalomu oraz zajął 35. miejsce w slalomie gigancie i 41. w supergigancie, a także na mistrzostwach świata juniorów w Pra Loup, z których wrócił z 15. miejscem w slalomie gigancie, 19. w slalomie, 29. w supergigancie i 52. w zjeździe. Rok później wystartował na będących ostatnim w jego karierze tego typu wydarzeniem mistrzostwach świata juniorów w Quebecu, na których zajął 8. miejsce w slalomie, 36. w supergigancie i 60. w zjeździe, ponadto nie ukończył pierwszego przejazdu slalomu giganta.
W 2001 roku pojawił się na mistrzostwach świata w St. Anton am Arlberg, na których zajął 41. miejsce w supergigancie, ponadto nie wystartował w zjeździe oraz nie ukończył pierwszego przejazdu zarówno slalomu, jak i slalomu giganta. Rok później wziął udział w igrzyskach olimpijskich w Salt Lake City, na których był siedemnasty w slalomie i trzydziesty w slalomie gigancie, został również zdyskwalifikowany w zjeździe oraz w pierwszym przejeździe kombinacji. Na rozegranych 2003 roku mistrzostwach świata w Sankt Moritz siedemnasty był slalomie gigancie, zaś slalom ukończył na 25. miejscu. Dwa lata później, na mistrzostwach świata w Bormio także startował wyłącznie w slalomie gigancie i slalomie. W pierwszej z tych konkurencji był dwudziesty trzeci, natomiast drugiej nie ukończył w finałowym przejeździe. 

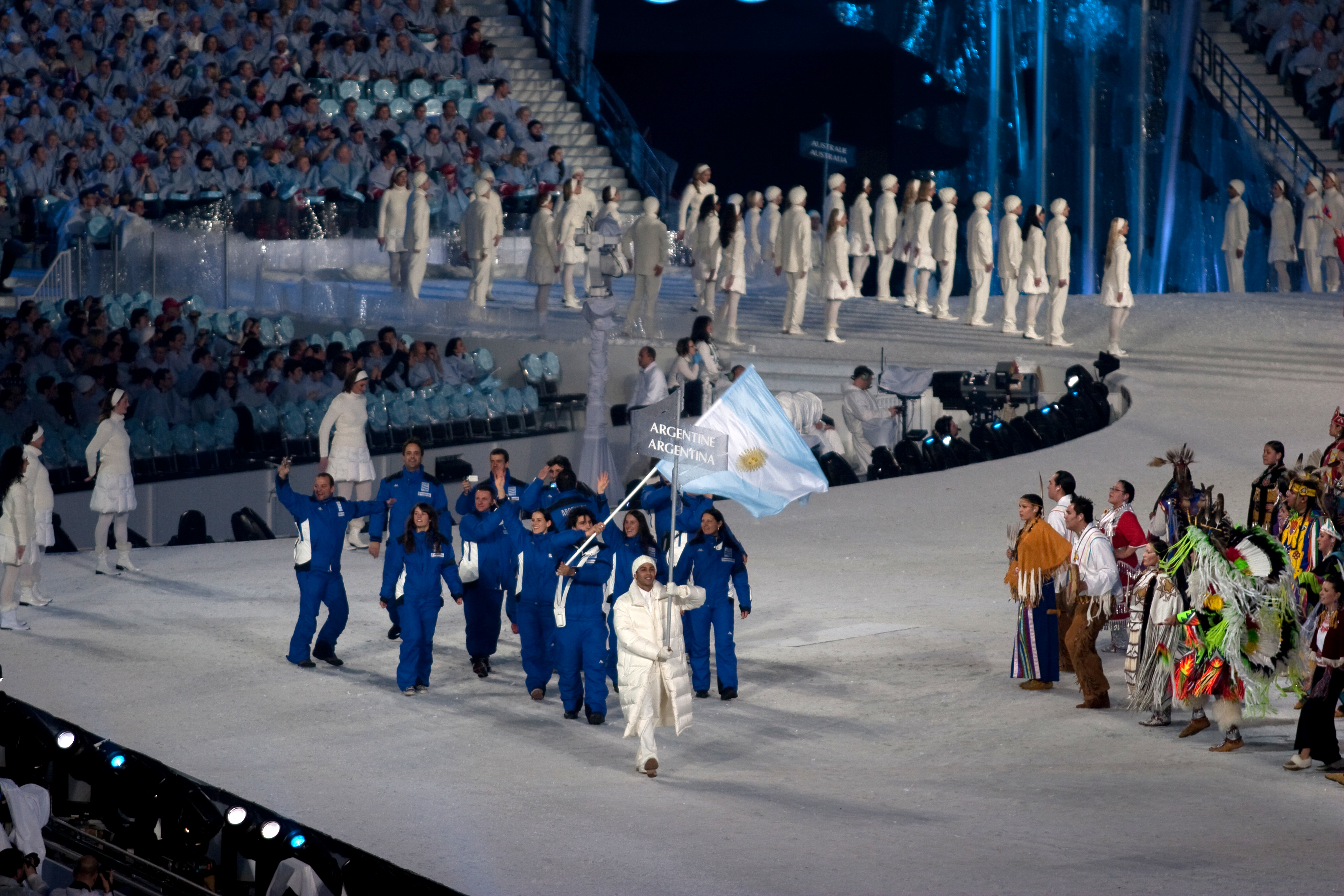
Reprezentacja Argentyny podczas ceremonii otwarcia igrzysk olimpijskich w Vancouver z Cristianem Javierem Simarim Birknerem jako chorążym

W 2006 roku wziął udział w igrzyskach olimpijskich w Turynie, na których zajął 23. miejsce zarówno w slalomie, jak i w kombinacji, ponadto nie ukończył pierwszego przejazdu slalomu. Rok później wystartował w mistrzostwach świata w Åre, na których nie ukończył superkombinacji, a także zajął 17. miejsce w slalomie i 30. w slalomie gigancie. W 2009 roku, na mistrzostwach świata w Val d’Isère zajął 25. miejsce w slalomie gigancie i nie ukończył pierwszego przejazdu slalomu. Rok później pojawił się na igrzyskach olimpijskich w Vancouver, na których zajął 26. miejsce w slalomie, 34. w slalomie gigancie i 55. w zjeździe, a także nie wystartował w supergigancie i nie ukończył drugiego przejazdu superkombinacji.
W 2011 roku wystartował w mistrzostwach świata w Garmisch-Partenkirchen, na których zajął 29. miejsce w slalomie i 42. w slalomie gigancie, ponadto nie ukończył zarówno supergiganta, jak i pierwszego przejazdu superkombinacji. Rok później, 12 lutego zdobył swoje pierwsze punkty w Pucharze Świata, kiedy to podczas rozgrywanych w Soczi zawodów sezonu 2011/2012 zajął 26. miejsce w superkombinacji. Z rozgrywanych w 2013 roku mistrzostw świata w Schladming wrócił z 22. miejscem w superkombinacji, 30. w slalomie, 41. w slalomie gigancie, 45. w zjeździe i 57. w supergigancie. W 2014 roku wziął udział w igrzyskach olimpijskich w Soczi, na których zajął 29. miejsce w superkombinacji, 40. w slalomie gigancie i 47. w supergigancie, a także nie wystartował w zjeździe oraz nie ukończył pierwszego przejazdu slalomu. Rok później pojawił się na mistrzostwach świata w Vail/Beaver Creek, na których zajął 31. miejsce w slalomie, 35. w kombinacji, 36. slalomie gigancie, a także 43. zarówno w zjeździe, jak i w supergigancie. W 2017 roku, na mistrzostwach świata w Sankt Moritz nie ukończył drugiego przejazdu slalomu, ponadto zajął 35. miejsce w kombinacji, 39. w slalomie gigancie i 45. w zjeździe. W 2019 roku wziął udział w mistrzostwach świata w Åre, na których zajął 51. miejsce w slalomie i 70. w slalomie gigancie, w obu tych konkurencjach nie kwalifikując się do finałowych zawodów.

## Osiągnięcia

### Igrzyska olimpijskie
| Miejsce | Dzień     | Rok  | Miejscowość | Konkurencja     | Czas biegu | Strata | Zwycięzca           |
| ------- | --------- | ---- | ----------- | --------------- | ---------- | ------ | ------------------- |
| DSQ1    | 10 lutego | 2002 | Snowbasin   | Zjazd           | –          | –      | Fritz Strobl        |
| DSQ1    | 13 lutego | 2002 | Snowbasin   | Kombinacja      | –          | –      | Kjetil André Aamodt |
| 30.     | 21 lutego | 2002 | Park City   | Slalom gigant   | 2:29,79    | +6,51  | Stephan Eberharter  |
| 17.     | 23 lutego | 2002 | Deer Valley | Slalom          | 1:46,82    | +5,76  | Jean-Pierre Vidal   |
| 23.     | 14 lutego | 2006 | Sestriere   | Kombinacja      | 3:16,54    | +7,19  | Ted Ligety          |
| 23.     | 20 lutego | 2006 | Sestriere   | Slalom gigant   | 2:42,56    | +7,56  | Benjamin Raich      |
| DNF1    | 25 lutego | 2006 | Sestriere   | Slalom          | –          | –      | Benjamin Raich      |
| 55.     | 15 lutego | 2010 | Whistler    | Zjazd           | 2:01,67    | +7,36  | Didier Défago       |
| DNS1    | 19 lutego | 2010 | Whistler    | Supergigant     | –          | –      | Aksel Lund Svindal  |
| DNF2    | 21 lutego | 2010 | Whistler    | Superkombinacja | –          | –      | Bode Miller         |
| 34.     | 23 lutego | 2010 | Whistler    | Slalom gigant   | 2:44,63    | +6,80  | Carlo Janka         |
| 26.     | 27 lutego | 2010 | Whistler    | Slalom          | 1:44,72    | +5,40  | Giuliano Razzoli    |
| DNS1    | 9 lutego  | 2014 | Soczi       | Zjazd           | –          | –      | Matthias Mayer      |
| 29.     | 14 lutego | 2014 | Soczi       | Superkombinacja | 2:56,09    | +10,89 | Sandro Viletta      |
| 47.     | 16 lutego | 2014 | Soczi       | Supergigant     | 1:23,36    | +5,22  | Kjetil Jansrud      |
| 40.     | 19 lutego | 2014 | Soczi       | Slalom gigant   | 2:53,91    | +8,62  | Ted Ligety          |
| DNF1    | 22 lutego | 2014 | Soczi       | Slalom          | –          | –      | Mario Matt          |

### Mistrzostwa świata
| Miejsce | Dzień       | Rok  | Miejscowość            | Konkurencja     | Czas biegu      | Strata | Zwycięzca            |
| ------- | ----------- | ---- | ---------------------- | --------------- | --------------- | ------ | -------------------- |
| 47.     | 3 lutego    | 1997 | Sestriere              | Supergigant     | 1:36,36         | +6,68  | Atle Skårdal         |
| 21.     | 6 lutego    | 1997 | Sestriere              | Kombinacja      | 3:29,07         | +18,67 | Kjetil André Aamodt  |
| DSQ2    | 12 lutego   | 1997 | Sestriere              | Slalom gigant   | –               | –      | Michael von Grünigen |
| 26.     | 15 lutego   | 1997 | Sestriere              | Slalom          | 2:03,51         | +11,81 | Tom Stiansen         |
| 41.     | 2 lutego    | 1999 | Vail/Beaver Creek      | Supergigant     | 1:21,99         | +7,46  | Lasse Kjus           |
| 35.     | 12 lutego   | 1999 | Vail/Beaver Creek      | Slalom gigant   | 2:30,05         | +10,74 | Lasse Kjus           |
| DNF1    | 14 lutego   | 1999 | Vail/Beaver Creek      | Slalom          | –               | –      | Kalle Palander       |
| 41.     | 30 stycznia | 2001 | St. Anton am Arlberg   | Supergigant     | 1:27,56         | +6,10  | Daron Rahlves        |
| DNS1    | 7 lutego    | 2001 | St. Anton am Arlberg   | Zjazd           | –               | –      | Hannes Trinkl        |
| DNF1    | 8 lutego    | 2001 | St. Anton am Arlberg   | Slalom gigant   | –               | –      | Michael von Grünigen |
| DNF1    | 10 lutego   | 2001 | St. Anton am Arlberg   | Slalom          | –               | –      | Mario Matt           |
| 17.     | 12 lutego   | 2003 | Sankt Moritz           | Slalom gigant   | 2:47,52         | +1,59  | Bode Miller          |
| 25.     | 16 lutego   | 2003 | Sankt Moritz           | Slalom          | 1:43,49         | +2,83  | Ivica Kostelić       |
| 23.     | 9 lutego    | 2005 | Bormio                 | Slalom gigant   | 2:55,22         | +4,81  | Hermann Maier        |
| DNF2    | 12 lutego   | 2005 | Bormio                 | Slalom          | –               | –      | Benjamin Raich       |
| DNF     | 8 lutego    | 2007 | Åre                    | Superkombinacja | –               | –      | Daniel Albrecht      |
| 30.     | 14 lutego   | 2007 | Åre                    | Slalom gigant   | 2:25,99         | +6,35  | Aksel Lund Svindal   |
| 17.     | 17 lutego   | 2007 | Åre                    | Slalom          | 2:03,60         | +6,27  | Mario Matt           |
| 25.     | 13 lutego   | 2009 | Val d’Isère            | Slalom gigant   | 2:24,30         | +5,48  | Carlo Janka          |
| DNF1    | 15 lutego   | 2009 | Val d’Isère            | Slalom          | –               | –      | Manfred Pranger      |
| DNF1    | 9 lutego    | 2011 | Garmisch-Partenkirchen | Supergigant     | –               | –      | Christof Innerhofer  |
| DNF1    | 14 lutego   | 2011 | Garmisch-Partenkirchen | Superkombinacja | –               | –      | Aksel Lund Svindal   |
| 42.     | 18 lutego   | 2011 | Garmisch-Partenkirchen | Slalom gigant   | 2:17,14         | +6,58  | Ted Ligety           |
| 29.     | 20 lutego   | 2011 | Garmisch-Partenkirchen | Slalom          | 1:49,38         | +7,66  | Jean-Baptiste Grange |
| 57.     | 6 lutego    | 2013 | Schladming             | Supergigant     | 1:32,02         | +8,06  | Ted Ligety           |
| 45.     | 9 lutego    | 2013 | Schladming             | Zjazd           | 2:13,83         | +12,51 | Aksel Lund Svindal   |
| 22.     | 11 lutego   | 2013 | Schladming             | Superkombinacja | 3:08,56         | +11,60 | Ted Ligety           |
| 41.     | 15 lutego   | 2013 | Schladming             | Slalom gigant   | 2:42,66         | +13,74 | Ted Ligety           |
| 30.     | 17 lutego   | 2013 | Schladming             | Slalom          | 2:00,35         | +9,32  | Marcel Hirscher      |
| 43.     | 5 lutego    | 2015 | Vail/Beaver Creek      | Supergigant     | 1:20,43         | +4,75  | Hannes Reichelt      |
| 43.     | 7 lutego    | 2015 | Vail/Beaver Creek      | Zjazd           | 1:51,96         | +8,78  | Patrick Küng         |
| 35.     | 8 lutego    | 2015 | Vail/Beaver Creek      | Kombinacja      | 2:43,96         | +7,86  | Marcel Hirscher      |
| 36.     | 13 lutego   | 2015 | Vail/Beaver Creek      | Slalom gigant   | 2:42,96         | +8,80  | Ted Ligety           |
| 31.     | 15 lutego   | 2015 | Vail/Beaver Creek      | Slalom          | 2:06,24         | +8,77  | Jean-Baptiste Grange |
| 45.     | 12 lutego   | 2017 | Sankt Moritz           | Zjazd           | 1:43,95         | +5,04  | Beat Feuz            |
| 35.     | 13 lutego   | 2017 | Sankt Moritz           | Kombinacja      | 2:32,46         | +6,13  | Luca Aerni           |
| 39.     | 17 lutego   | 2017 | Sankt Moritz           | Slalom gigant   | 2:21,49         | +8,18  | Marcel Hirscher      |
| DNF2    | 19 lutego   | 2017 | Sankt Moritz           | Slalom          | –               | –      | Marcel Hirscher      |
| 70.     | 15 lutego   | 2019 | Åre                    | Slalom gigant   | 1:09,04/1:08,50 | –      | Henrik Kristoffersen |
| 51.     | 17 lutego   | 2019 | Åre                    | Slalom          | 48,59/50,79     | –      | Marcel Hirscher      |

### Mistrzostwa świata juniorów
| Miejsce | Dzień     | Rok  | Miejscowość                   | Konkurencja   | Czas biegu | Strata | Zwycięzca             |
| ------- | --------- | ---- | ----------------------------- | ------------- | ---------- | ------ | --------------------- |
| 52.     | 27 lutego | 1996 | Schwyz/Hoch-Ybrig             | Supergigant   | 1:31,74    | +4,98  | Didier Défago         |
| 49.     | 27 lutego | 1996 | Schwyz/Hoch-Ybrig             | Zjazd         | 1:37,86    | +6,78  | Ambrosi Hoffmann      |
| 31.     | 1 marca   | 1996 | Schwyz/Hoch-Ybrig             | Slalom gigant | 2:08,39    | +5,30  | Rainer Schönfelder    |
| 24.     | 3 marca   | 1996 | Schwyz/Hoch-Ybrig             | Slalom        | 1:39,23    | +7,52  | Benjamin Raich        |
| 49.     | 26 lutego | 1997 | Schladming                    | Zjazd         | 1:37,79    | +5,58  | Matteo Berbenni       |
| 43.     | 27 lutego | 1997 | Schladming                    | Supergigant   | 1:19,17    | +4,21  | Martin Stocker        |
| 23.     | 28 lutego | 1997 | Schladming                    | Slalom gigant | 2:07,89    | +7,32  | Benjamin Raich        |
| DSQ2    | 1 marca   | 1997 | Schladming                    | Slalom        | –          | –      | Mitja Dragšič         |
| 53.     | 26 lutego | 1998 | Megève/Chamonix/Saint-Gervais | Zjazd         | 1:23,77    | +3,38  | Andreas Buder         |
| 30.     | 27 lutego | 1998 | Megève/Chamonix/Saint-Gervais | Supergigant   | 1:30,75    | +3,23  | Freddy Rech           |
| 14.     | 28 lutego | 1998 | Megève/Chamonix/Saint-Gervais | Slalom gigant | 2:04,06    | +2,44  | Benjamin Raich        |
| 24.     | 1 marca   | 1998 | Megève/Chamonix/Saint-Gervais | Slalom        | 1:31,32    | +8,26  | Benjamin Raich        |
| 52.     | 10 marca  | 1999 | Pra Loup/Le Sauze             | Zjazd         | 1:11,31    | +2,81  | Klaus Kröll           |
| 29.     | 11 marca  | 1999 | Pra Loup/Le Sauze             | Supergigant   | 1:13,97    | +2,10  | Manfred Gstatter      |
| 15.     | 13 marca  | 1999 | Pra Loup/Le Sauze             | Slalom gigant | 1:49,88    | +1,78  | Christoph Alster      |
| 19.     | 14 marca  | 1999 | Pra Loup/Le Sauze             | Slalom        | 1:39,87    | +4,91  | Massimiliano Blardone |
| 60.     | 21 lutego | 2000 | Mont-Sainte-Anne              | Zjazd         | 1:16,11    | +5,34  | Thomas Graggaber      |
| 36.     | 22 lutego | 2000 | Mont-Sainte-Anne              | Supergigant   | 1:19,08    | +3,39  | Klaus Kröll           |
| 8.      | 25 lutego | 2000 | Lac-Beauport                  | Slalom        | 1:54,29    | +1,34  | Daniel Défago         |
| DNF1    | 26 lutego | 2000 | Stoneham                      | Slalom gigant | –          | –      | Georg Streitberger    |

### Puchar Świata

#### Miejsca w klasyfikacji generalnej
| Sezon     | Miejsce |
| --------- | ------- |
| 1998/1999 | –       |
| 1999/2000 | –       |
| 2000/2001 | –       |
| 2001/2002 | –       |
| 2002/2003 | –       |
| 2003/2004 | –       |
| 2004/2005 | –       |
| 2005/2006 | –       |
| 2006/2007 | –       |
| 2007/2008 | –       |
| 2008/2009 | –       |
| 2009/2010 | –       |
| 2010/2011 | –       |
| 2011/2012 | 138.    |
| 2012/2013 | –       |
| 2013/2014 | –       |
| 2014/2015 | –       |
| 2015/2016 | 157.    |
| 2016/2017 | –       |
| 2017/2018 | –       |